# The Mary Onettes
The Mary Onettes sind eine schwedische Indie-Pop-Band aus Jönköping.

## Geschichte
The Mary Onettes wurden im Jahre 2000 in der schwedischen Kleinstadt Jönköping gegründet. In den ersten Jahren änderten sich ständig Besetzung und musikalische Orientierung, bis sich schließlich die aktuellen Bandmitglieder fanden, die den Sound auf den 80er-Indie-Gitarrenpop ausrichteten und dabei auch Einflüsse des Twee-Pop, Gothic Rock und New Wave aufgriffen. 2005 wurde Sony BMG auf die Gruppe aufmerksam, bot ihr einen Vertrag an und vermarktete ihre erste EP Make Me Last. Trotz guter Kritiken wurde ihr Vertrag nicht verlängert. Daraufhin schickten sie eine Demo-CD an das schwedische Label Labrador Records, das die Band im Frühjahr 2006 unter Vertrag nahm. Noch im selben Jahr wurde auf dem Label die EP Lost veröffentlicht. 2007 erschien zunächst in Schweden, dann in Europa und am Ende des Jahres auch in den USA das selbstbetitelte Debütalbum, das die hohen Erwartungen erfüllen konnte und auch bei Pitchfork Media Erwähnung fand. Es folgten die EP Void und ein Video für Explosions. Im Herbst 2007 ging die Band auf Tour, die sie auch nach Deutschland brachte. Nach einem Jahr ohne Veröffentlichungen erschienen 2009 nacheinander die Single Puzzles, die EP Dare und der Longplayer Islands. 2010 brachte die Band die Singles Once I Was Pretty und The Night Before The Funeral heraus. Im Februar 2012 wurde die EP Love Forever veröffentlicht. Im November 2012 erschien die Single Evil Coast als Auskopplung aus ihrem dritten Studioalbum Hit the Waves, das im März 2013 veröffentlicht wurde.

## Trivia
Die Titel Explosions und Lost sind in Staffel 3 der Ärzteserie Grey’s Anatomy zu hören.  

## Diskografie

### Alben
- 2007: The Mary Onettes (Labrador)
- 2009: Islands (Labrador)
- 2013: Hit the Waves (Labrador)
- 2014: Portico (Labrador)

### EPs
- 2005: Make Me Last (Sony BMG)
- 2006: Lost (Labrador)
- 2007: Void (Labrador)
- 2009: Dare (Labrador)
- 2012: Love Forever (Labrador)

### Singles
- 2007: Explosions (Labrador)
- 2009: Puzzles (Labrador)
- 2010: Once I Was Pretty (Labrador)
- 2010: The Night Before The Funeral (Labrador)
- 2012: Evil Coast (Labrador)
- 2013: Hit the Waves (Labrador)
- 2018: Cola Falls (Cascine)